# Битва при Бильбао
Битва при Бильбао (исп. Batalla de Bilbao, баск. Bilboko gudua) — состоялась между республиканскими войсками и франкистами (при поддержке итальянских добровольческих корпусов) 12 июня — 19 июня 1937 года во время Гражданской войны в Испании. Продолжение северо-испанской кампании. Результатом боевых действий стал захват националистами города Бильбао и удерживаемых республиканцами территорий Страны басков.

## Предпосылки
После начала войны республиканские власти провозгласили автономию Баскского правительства в награду за поддержку баскскими националистами республиканцев в войне. Несмотря на это, не все баски, населявшие в Испании 4 провинции (Наварра, Алава, Гипускоа, Бискайя), разделяли убеждения баскских националистов. Последние доминировали в провинциях Гипускоа и Бискайя. Вскоре против республиканского правительства восстали баскские провинции Наварра и Алава. Франкисты присоединили провинцию Гипускоа, захватив 13 сентября 1936 год её крупнейший город Сан-Себастьян, и вскоре развернули наступление на провинцию Бискайя.

## Ход сражения
31 марта 1937 года франкисты при поддержке итальянских добровольческих корпусов под командованием генерала Мола начали наступление на Бильбао — промышленный центр провинции. Несмотря на подавляющее господство в воздухе, обеспеченное легионом «Кондор», упорное сопротивление басков надолго застопорило продвижение войск Молы. Баскские войска отступили к городу только 11 июня 1937 года. Город был укреплён линией обороны, получившей название «Железный пояс». Сооружение комплекса велось всю зиму 1936-37 годов, но так до конца и не было осуществлено. Укрепления «Железного пояса» были недостаточно приспособлены для защиты, плохо учитывали рельеф местности и были расположены слишком близко к городу, что делало его беззащитным для огня дальнобойной артиллерии. Положение усугубляло ещё то обстоятельство, что инженер, руководивший строительством укреплений, перешёл на сторону франкистов и указал им наиболее уязвимые места линии. Националисты не преминули этим воспользоваться.
11 июня Северная армия националистов, после предварительного обстрела из 150 артиллерийских орудий и ударов итальянской авиации и авиации «Легиона Кондор», возобновила боевые действия. Этот удар сломил сопротивление баскских защитников на позициях непосредственно перед «Железным поясом». К вечеру три из шести наваррских бригад достигли знаменитой линии обороны. Обстрел её, в том числе и зажигательными бомбами, продолжался всю ночь.
12 июня после того как батареи и новые волны бомбардировщиков (около 70) националистов несколько часов крушили «Железный пояс», бригада Санчеса Баутисты атаковала точку на горе Гастелуменди, где система обороны была слабее. Обороняющиеся не смогли различить, когда артиллерийский обстрел закончился и началась настоящая атака, поэтому когда внезапно среди дыма со всех сторон появились солдаты мятежников, началось замешательство, и баскские батальоны, охваченные страхом быть окружёнными, начали отступать. Таким образом, бригада Б. Санчеса под покровом темноты прорвал республиканские рубежи на фронте длиной 800 метров. Теперь мятежники находились менее чем в 10 км от городского центра Бильбао, и их артиллерия могла обстреливать его помимо авиационных атак. 
В ходе атаки франкисты при поддержке авиации прорвали кольцо обороны. 
13 июня все баскские войска, оставшиеся по ту сторону «Железного пояса», были переброшены во внутренние районы столицы. В ту же ночь республиканские и баскские власти начали подготовку к эвакуации населения, в основном чиновников и сотрудников баскского правительства, на запад, в сторону Сантандера, хотя, в конце концов, баскское правительство решило защищать столицу.
15 — 16 июня восточные укрепления железной линии были прорваны в других местах. Устье Нервиона, реки, на которой стоит Бильбао, оказалось под огнём артиллерии итальянской дивизии «Чёрные стрелы», наступавшей на северном фланге и обходившей теперь город со стороны моря. Баскские солдаты бежали через реку, не взорвав за собой мосты. Корабли адмирала Виерны перешли к ближней блокаде и захватили часть пароходов с беженцами у самого устья Нервиона.
17 июня наступление мятежников продолжалось. Дивизия Пуца понесла тяжёлые потери, пытаясь его остановить. В течение дня на Бильбао упало 20 000 бомб, а холмы и дома вокруг города несколько раз переходили из рук в руки. К вечеру франкисты контролировали весь правый берег Нервиона, от города до моря, а также большую часть левого берега.
18 июня генерал М. Гамир Улибарри вывел остатки своих войск из города. Последние из этих подразделений покинули город на рассвете 19 июня. Генерал Гамир Улибарри позаботится о том, чтобы отвести как можно больше войск в направлении Сантандера. При отходе из Бильбао погиб герой Гвадалахарской битвы итальянец Нино Нинетти, командовавший 2-й дивизией басков.
В середине дня 19 июня националисты и итальянцы с востока и севера без боя вошли в Бильбао. Баски вывели из строя большинство городских мостов, но город остался в основном нетронутым, в том числе его промышленность, которая сохранилась, несмотря на то, что некоторые республиканские руководители приказали уничтожить фабрики и заводы. 

## Итоги
Поражению республиканцев на севере способствовало и то, что до марта 1937 года в северную зону поставлено 66 786 винтовок десяти типов (в абсолютном большинстве типов Первой мировой войны и 11 908 образцов 1874—1884 годов, под патроны шести разных калибров 8 мм французский, 7,92 × 57 мм, 8 мм австро-венгерский, 11×59R, 0.303, 7 × 57 мм); 892 пулемёта шести типов пяти калибров, 321 артиллерийское орудие двадцати девяти моделей двадцати четырёх калибров времён Первой мировой и до, 168 миномётов четырёх типов четырёх калибров (76 мм, 152 мм, 170 мм, 240 м) времён Первой мировой и, наконец, 48 танков Рено ФТ также Первой мировой со скоростью идущего человека и вооруженных или пулемётом или маломощной 37-мм пушкой. Эти изношенные старые танки закупили в Польше по 35 тыс. долларов, в то время как современные на то время новые советские Т-26 со скоростью 30 км/ч и 45-мм длинноствольной пушкой, спаренной с пулемётом ДТ, закупали в СССР по 20 150 долларов, а быстроходные (56—64 км/ч) новейшие БТ-5 — 28 541 доллар, поставленные только в южно—центральную зону республиканцев. Также на север в октябре 1936 года доставили 20 советских пушечных бронеавтомобилей БА-6 по 14 550 долларов и 10 советских лёгких пулемётных бронеавтомобилей ФАИ по 4360 долларов.